# Golden Raspberry Awards 2022
De Golden Raspberry Awards 2022-uitreiking vond plaats op 11 maart 2023, een dag voor de uitreiking van de Oscars. De nominaties werden bekendgemaakt op 22 januari 2023. De prijzen werden toegekend aan de slechtste uitvoeringen betreffende film uit 2022. Het was de 43e editie van dit evenement.

## Genomineerden en winnaars
| "Winnaar"* |

| Categorie                                    | Nominaties                                                                                                  |
| -------------------------------------------- | --- |
| Slechtste film                               | Blonde |
| Slechtste film                               | Good Mourning                                                                                               |
| Slechtste film                               | Morbius |
| Slechtste film                               | Pinocchio                                                                                                   |
| Slechtste film                               | The King's Daughter                                                                                         |
| Slechtste regisseur                          | Andrew Dominik voor Blonde                                                                                  |
| Slechtste regisseur                          | Daniel Espinosa voor Morbius                                                                                |
| Slechtste regisseur                          | Judd Apatow voor The Bubble                                                                                 |
| Slechtste regisseur                          | Machine Gun Kelly & Mod Sun voor Good Mourning                                                              |
| Slechtste regisseur                          | Robert Zemeckis voor Pinocchio                                                                              |
| Slechtste acteur                             | Jared Leto in Morbius - rol: Morbius the Living Vampire                                                     |
| Slechtste acteur                             | Machine Gun Kelly in Good Mourning- rol: "London Clash"                                                     |
| Slechtste acteur                             | Pete Davidson in Marmaduke - rol: "Marmaduke"                                                               |
| Slechtste acteur                             | Sylvester Stallone in Samaritan - rol: Joe Smith / Samaritan / Nemesis                                      |
| Slechtste acteur                             | Tom Hanks in Pinocchio - rol: "Geppetto"                                                                    |
| Slechtste actrice                            | De prijs ging naar de organisatie zelf                                                                      |
| Slechtste actrice                            | Alicia Silverstone in The Requin - rol: "Jaelyn"                                                            |
| Slechtste actrice                            | Bryce Dallas Howard in Jurassic World Dominion - rol: "Claire Dearing"                                      |
| Slechtste actrice                            | Diane Keaton in Mack & Rita - rol: "Mackenzie "Mack" Martin / Rita"                                         |
| Slechtste actrice                            | Kaya Scodelario in The King's Daughter - rol: "Marie-Josèphe"                                               |
| Slechtste actrice                            | Ryan Kiera Armstrong in Firestarter als het personage "Charlene "Charlie" McGee"                            |
| Slechtste mannelijke bijrol                  | Tom Hanks in Elvis - rol: "Colonel Tom Parker"                                                              |
| Slechtste mannelijke bijrol                  | Evan Williams in Blonde - rol: "Edward G. Robinson Jr."                                                     |
| Slechtste mannelijke bijrol                  | Mod Sun in Good Mourning - rol: "Dylan"                                                                     |
| Slechtste mannelijke bijrol                  | Pete Davidson in Marmaduke - rol: "Marmaduke"                                                               |
| Slechtste mannelijke bijrol                  | Xavier Samuel in Blonde - rol: "Charles Chaplin Jr."                                                        |
| Slechtste vrouwelijke bijrol                 | Adria Arjona in Morbius als het personage "Martine Bancroft"                                                |
| Slechtste vrouwelijke bijrol                 | Fan Bingbing in The 355 - rol: "Lin Mi Sheng" The King's Daughter - rol: "Mermaid"                          |
| Slechtste vrouwelijke bijrol                 | Lorraine Bracco in Pinocchio - stemacteur rol: "Sofia"                                                      |
| Slechtste vrouwelijke bijrol                 | Mira Sorvino in Lamborghini: The Man Behind the Legend - rol: "Annita"                                      |
| Slechtste vrouwelijke bijrol                 | Penélope Cruz in The 355 - rol: "Graciela Rivera"                                                           |
| Slechtste duo                                | Tom Hanks en zijn latex gezicht en vreselijk Nederlands accent in Elvis                                     |
| Slechtste duo                                | De 365 days-franchise: 365 Days: This Day en The Next 365 Days                                              |
| Slechtste duo                                | De personages "Marilyn Monroe" en "John F. Kennedy" tijdens de bedscène in het Witte Huis in de film Blonde |
| Slechtste duo                                | Elke aanvaring tussen Andrew Dominik en een vrouw in de film Blonde                                         |
| Slechtste duo                                | Machine Gun Kelly & Mod Sun voor Good Mourning                                                              |
| Slechtste Prequel, Remake, Rip-off of Sequel | Pinocchio                                                                                                   |
| Slechtste Prequel, Remake, Rip-off of Sequel | De 365 days-franchise: 365 Days: This Day en The Next 365 Days                                              |
| Slechtste Prequel, Remake, Rip-off of Sequel | Blonde |
| Slechtste Prequel, Remake, Rip-off of Sequel | Firestarter                                                                                                 |
| Slechtste Prequel, Remake, Rip-off of Sequel | Jurassic World Dominion                                                                                     |
| Slechtste scenario                           | Pinocchio: Robert Zemeckis & Chris Weitz                                                                    |
| Slechtste scenario                           | Blonde: Andrew Dominik                                                                                      |
| Slechtste scenario                           | Good Mourning: Machine Gun Kelly & Mod Sun                                                                  |
| Slechtste scenario                           | Jurassic World Dominion: Emily Carmichael & Colin Trevorrow                                                 |
| Slechtste scenario                           | Morbius: Matt Sazama & Burk Sharpless                                                                       |

1. ↑  Nominatie ingetrokken.'"`UNIQ--ref-00000003-QINU`"'

1980 ·
1981 ·
1982 ·
1983 ·
1984 ·
1985 ·
1986 ·
1987 ·
1988 ·
1989 ·
1990 ·
1991 ·
1992 ·
1993 ·
1994 ·
1995 ·
1996 ·
1997 ·
1998 ·
1999 ·
2000 ·
2001 ·
2002 ·
2003 ·
2004 ·
2005 ·
2006 ·
2007 ·
2008 ·
2009 ·
2010 ·
2011 ·
2012 ·
2013 ·
2014 ·
2015 ·
2016 ·
2017 ·
2018 ·
2019 ·
2020 ·
2021 ·
2022 ·
2023 ·
2024